# Muzeum Narodowe w Kioto
Muzeum Narodowe w Kioto (jap. 京都国立博物館 Kyōto Kokuritsu Hakubutsukan) – muzeum mieszczące się w Kioto w Japonii, jedno z trzech dawnych cesarskich muzeów sztuki. Muzeum skupia się na dziedzictwie dawnej Japonii oraz sztuce azjatyckiej.

## Historia
Decyzję o założeniu Muzeum Cesarskiego w Kioto, dzisiejszego Muzeum Narodowego w Kioto, podjęto w 1889 wraz z decyzją o powołaniu Muzeum Cesarskiego w Tokio (dziś: Muzeum Narodowe w Tokio) i Muzeum Cesarskiego w Nara (dziś: Muzeum Narodowe w Nara). Budowę rozpoczęto w 1892, a zakończono w 1895, zaś pierwszą wystawę otwarto w 1897. Nazwa muzeum zmieniała się kilkukrotnie - w 1900 na Muzeum Dworu Cesarskiego w Kioto (Imperial Household Museum of Kyoto), zaś w 1924 na Muzeum Daru Cesarskiego w Kioto (Imperial Gift Museum of Kyoto). Obecna nazwa funkcjonuje od 1952.

### Kalendarium
- 1897 – założenie muzeum pod nazwą "Muzeum Cesarskie w Kioto"[1]
- 1900 – zmiana nazwy na "Muzeum Dworu Cesarskiego w Kioto."[1]
- 1924 – przekazanie muzeum miastu Kioto i zmiana nazwy na "Muzeum Daru Cesarskiego w Kioto"[1]
- 1952 – odpowiedzialność za zbiory przejmuje rządowy Komitet Ochrony Dóbr Kultury (Committee for the Preservation of Cultural Properties), zmiana nazwy na "Muzeum Narodowe w Kioto"[1]
- 1966 – ukończenie sali wystawowej[1]
- 1969 – Gmach Wystaw Specjalnych, Brama Główna, kasa biletowa i ogrodzenia uznane za dziedzictwo kulturowe Japonii pod dawną nazwą "Muzeum Cesarskie w Kioto"[1]
- 1973 – pierwsza sesja cyklu Wykładów Sobotnich[1]
- 1979 – ukończone Centrum Ochrony Dóbr Kultury (Conservation Center for Cultural Properties)[1]
- 2001 – rekonstrukcja Bramy Południowej w ramach obchodów stulecia[1]
- 2007 – włączenie do Independent Administrative Institution National Institutes for Cultural Heritage[2]

## Gmachy
Muzeum składa się z wielu budynków, z których najważniejsze to Gmach Wystaw Specjalnych (Special Exhibition Hall) z 1895 (architekt: Katayama Tōkuma) oraz Gmach Zbiorów (The Collections Hall) z 1966 (architekt: Morita Keiichi). Wystawy stałe prezentowane są w Gmachu Zbiorów, zaś Gmach Wystaw Specjalnych używany jest do prezentacji wystaw czasowych.

## Zbiory
Pierwotnie muzeum powstało w celu gromadzenia i wystawiania dzieł sztuki będących własnością świątyń i sanktuariów, a także eksponatów podarowanych przez Ministerstwo Dworu Cesarskiego. Obecnie większość eksponatów muzeum jest na stałe wypożyczona z tych miejsc.
Muzeum podzielone jest na trzy części:
- Sztuki piękne - rzeźby, obrazy i dzieła kaligrafii
- Rzemiosło - ceramika, tkaniny, przedmioty z drewna i metalu
- Archeologia - obiekty archeologiczne i historyczne

Łącznie w muzeum znajduje się ponad 12 tys. eksponatów, z których ok. 6 tys. jest wystawianych. Muzeum posiada też archiwum fotograficzne zawierające ponad 200 tys. negatywów i kolorowych przezroczy. W kolekcji sztuk pięknych ponad 230 obiektów uznanych jest za skarby narodowe lub znaczące dobra kultury.
Muzeum skupia się główne na dziełach Japonii przednowoczesnej (kolekcja obiektów z epoki Heian uchodzi za największą) oraz sztuce azjatyckiej. Muzeum jest również znane z kolekcji rzadkich i starożytnych chińskich oraz japońskich sutr. Inne znane dzieła to senzui byōbu (widoki krajobrazów) z XI w. oraz gakizōshi (zwoje Głodnych Duchów) z XII w.